# Corey Cogdell
Corey Cogdell, född 2 september 1986 i Palmer i Alaska, är en amerikansk sportskytt.
Cogdell blev olympisk bronsmedaljör i trap vid sommarspelen 2008 i Peking.